# The Accounting Review
The Accounting Review (ACCR) ist die offizielle Fachzeitschrift der American Accounting Association und hat dementsprechend Rechnungswesen als inhaltlichen Schwerpunkt. Die Accounting Review wird durch die American Accounting Association mit sechs Ausgaben pro Jahr herausgegeben.

## Geschichte
The Accounting Review wurde 1926 gegründet. Ausgaben ab 2000 sind digital erhältlich.

## Inhalte
Ihrem Selbstverständnis entsprechend beabsichtigt die Accounting Review die wichtigste Zeitschrift für die Publikation von Artikeln zu Ergebnissen von Forschung zum Rechnungswesen und der dafür verwendeten Forschungsmethodiken zu sein. Der Breite der durch die Zeitschrift akzeptierten Artikel kann jegliche Forschungsmethodik und jegliches Thema mit Bezug zu Rechnungswesen beinhalten, so lange die eingereichten Artikel den Veröffentlichungsstandards der Zeitschrift entsprechen.

## Redaktion
Die Redaktion der Accounting Review wird durch Professor John Harry Evans III (University of Pittsburgh) geleitet, der durch Stacy L. Hoffman (University of Pittsburgh) als Redaktionsassistentin und 13 weiteren Redakteuren und einem Redaktionsrat von über 100 Personen unterstützt wird.

## Rezeption
Im wirtschaftswissenschaftlichen Publikationsranking des Tinbergen-Instituts an der Universität Amsterdam wird die Accounting Review in der Kategorie A („sehr gute allgemeine wirtschaftswissenschaftliche Fachzeitschriften und Spitzenzeitschriften im jeweiligen Fachgebiet“) geführt. Des Weiteren ist die Accounting Review eine von 45 Zeitschriften, die durch die Financial Times für dessen Business-School-Forschungsranking verwendet wird. Den Journal Citation Reports zufolge hatte die Accounting Review 2012 einen Impact Factor von 2,319, den sechsthöchsten unter den 89 Fachzeitschriften des Themenbereichs Rechnungswesen.